# Club Deportivo Puerta Bonita
El Club Deportivo Puerta Bonita es un club de fútbol de España de la ciudad de Madrid fundado en 1942. Se retiró de la competición en la temporada 2016-2017 tras el descenso a la Preferente madrileña por deudas por impagos a jugadores, continuando con las categorías inferiores del Club Deportivo Puerta Bonita. Actualmente, y tras la refundación producida en 2018, el club se llama Club Deportivo Nuevo Puerta Bonita y milita con su primer equipo en la Primera Regional Madrileña.

## Historia
El club fue fundado en 1942 y está considerado uno de los clubes más antiguos de la ciudad de Madrid. En la temporada 1989-90 debuta en la Tercera División, categoría a la que regresará en 1994 para convertirse en un equipo habitual de la división. El Club Deportivo Puerta Bonita comenzó el 21 de abril de 1942 bajo el auspicio de don Julio Barragán y un grupo de aficionados al fútbol.
Oficialmente fue inscrito en la Federación Castellana de Fútbol (actualmente Federación de Fútbol de Madrid) en el año 1959, desde sus inicios jugó en "El Hogar", aunque su primer nombre fue "El Hogar del Generalísimo Franco", al que más tarde se acortaría por la muerte de Francisco Franco y quedaría conocido por "El Hogar".
En mayo de 2007, el Club Deportivo Puerta Bonita se trasladó de su viejo campo al antiguo Canódromo de Carabanchel ubicado entre las calles Zaida y Carpetana. El estadio, con varios campos de fútbol de césped artificial, cuenta con un graderío con cubierta volada de hormigón realizada en 1962 y con unas instalaciones debajo de la tribuna. La inauguración se produjo el 15 de mayo de 2007 (día de San Isidro) ante el filial del Real Madrid.
El club ascendió a Tercera División y en la temporada 2011-12 consiguió clasificarse para unos playoff de ascenso, aunque fue eliminado a las primeras de cambio. En la temporada 2012-13 terminó en primera posición del Grupo VII y subió por primera vez en su historia a Segunda B, tras derrotar a la Agrupación Deportiva San Juan de Pamplona.
La temporada 2013-14 es la primera temporada en la historia del Puerta Bonita en la categoría Segunda B, jugando en el grupo 2 de dicha categoría. La primera victoria del Puerta Bonita en esta categoría llegaría el 21 de septiembre de 2013, ganando a domicilio al Peña Sport, con gol de Cano y de la mano del segundo entrenador Miguel Sancho a sus 22 años.
La entidad contaba con más de treinta equipos, entre ellos sus dos conjuntos filiales (el Club Deportivo Montijo-San Antolín de Carabanchel y el histórico del fútbol femenino, Oroquieta Villaverde), siendo una de las canteras que más jugadores tenía en la ciudad y en la Comunidad de Madrid.
El 19 de septiembre de 2016 finalmente y por las deudas se retira de la competición, continuando las categorías inferiores. La temporada 2016-2017, por los problemas con el primer equipo y con el cierre provisional del estadio donde venía compitiendo en las últimas temporadas, el Estadio Antiguo Canódromo, ha sido una de las más negras que este histórico club madrileño ha vivido en su ya dilatada historia, al verse obligado a trasladar todos los equipos inferiores a las instalaciones del Polideportivo Las Cruces, lejos de su sede.
Tras un cambio muy determinante en la dirección deportiva al inicio del 2017 y a pasar del año complicado, se logra mantener un equipo por categoría, en Preferente. 
2018: Nace el club actual
En la temporada 2018-2019 nace un nuevo club, desde cero, el CD Nuevo Puerta Bonita, comenzando su andadura en el grupo 9 de la Tercera Regional Madrileña y regresando al estadio del Antiguo Canódromo de Carabanchel que fuera su última casa.

## Escudo
El escudo del Club Deportivo Puerta Bonita ha sufrido modificaciones desde su fundación en 1942. Actualmente, el escudo se conforma de manera triangular, en la que un triángulo de mayor tamaño encierra a otro más pequeño en el que en su interior se dibuja una forma de puerta, como símbolo del barrio de Puerta Bonita en Carabanchel. Entre triángulos se encuentran las iniciales C y D en referencia a Club Deportivo en la parte superior y a cada uno de los lados se escribe Puerta Bonita, con un balón de fútbol en su parte superior. Ambos triángulos se conforman en forma descendente.

## Uniforme
- Uniforme titular: camiseta blanca, pantalón blanco, medias azules.
- Uniforme alternativo: camiseta morada, pantalón morado, medias moradas.

## Estadio
El estadio del equipo es el Estadio Antiguo Canódromo de Carabanchel con capacidad para 4.000 personas y hierba artificial, situado en la Vía Carpetana. 
El estadio, que anteriormente fue un canódromo, fue remodelado por completo por el Ayuntamiento de Madrid a través de la Junta Municipal de Carabanchel reabriéndose en 2007 como recinto deportivo multiusos. 
En mayo de 2007, el Club Deportivo Puerta Bonita se trasladaría de su viejo campo a su nuevo estadio "Antiguo Canódromo de Carabanchel" ubicado entre las calles Zaida y Carpetana. Se trata de uno de los mejores estadios de fútbol de Madrid al que se trasladó por la apuesta decidida del Club y del concejal de Carabanchel Carlos Izquierdo que vieron en la rehabilitación del abandonado canódromo de Madrid una gran oportunidad. El estadio, con varios campos de fútbol de césped artificial, cuenta con un extraordinario graderío con una cubierta volada de hormigón realizada en 1962 y con unas fantásticas instalaciones debajo de la tribuna.
La inauguración se produjo el 15 de mayo de 2007 (día de San Isidro) con un partido contra el Real Madrid Castilla entrenado por Míchel González, estando presente los impulsores del estadio, el presidente del club Manuel Campa y el concejal de Carabanchel Carlos Izquierdo, aunque previamente había sido visitado por el alcalde de Madrid Alberto Ruiz Gallardón.
Antes de usar este estadio, el Club Deportivo Puerta Bonita ocupó históricamente las instalaciones de "El Hogar" (en la confluencia de las calles General Ricardos y Oca), aunque su primer nombre fue "El Hogar del Generalísimo Franco", al que más tarde se acortaría su nombre tras el fallecimiento de Francisco Franco y quedaría conocido por "El Hogar". Se trataba de un estadio con capacidad para 1000 personas de pie (sin graderío) con un campo de tierra.

## Disciplinas deportivas
El club en la actualidad tiene equipos en las categorías de debutante, prebenjamin, benjamin, Alevín, Infantil, Cadete,Juvenil, sénior, también tienen sección femenina con categorías infantil, cadete, juvenil y senior.

## Trayectoria

### Datos estadísticos
- Temporadas en 3ª: 18
- Temporadas en 2ªB: 1
- Temporadas en 2ª: 0
- Temporadas en 1ª: 0
- Debut en 3ª: 1989-90
- Participaciones en el Play off ascenso a 2B: 2011/2012,, 2012/2013

## Palmarés

### Campeonatos nacionales
- Tercera División de España (1): 2012-13 (Grupo VII).

### Campeonatos regionales
- Regional Preferente de Madrid (2): 2005-06 (Grupo 2)[2] y 2009-10 (Grupo 2).[3]
- Tercera Regional de Madrid (1): 2019-20 (Grupo 13) (como C. D. Nuevo Puerta Bonita).[4]
- 1.ª Regional Ordinaria Castellana (1): 1983-84 (Grupo 3).[5]
- 2.ª Regional Ordinaria Castellana (1): 1965-66 (Grupo 1).[6]
- 3.ª Regional Ordinaria Castellana (1): 1945-46 (Grupo 1).[7]
- 5.ª Regional Ordinaria Castellana (1): 1955-56 (Grupo 2).[8]
- Copa Primavera (1): 1946-47.[9]
- Copa Comité (1): 1961-62.[10]
- Copa de Campeones de Preferente de Madrid (1): 2009-10.
- Copa RFEF (Fase Regional de Madrid) (1): 2012-13.
- Subcampeón de la Regional Preferente de Madrid (1): 1991-92 (Grupo 2).[11]
- Subcampeón de la Segunda Regional de Madrid (1): 2021-22 (Grupo 7) (como C. D. Nuevo Puerta Bonita).[12]
- Subcampeón de la 1.ª Regional Ordinaria Castellana (1): 1967-68.[13]
- Subcampeón de la 2.ª Regional Ordinaria Castellana (1): 1946-47 (Grupo 1).[14]
- Subcampeón de la 4.ª Regional Ordinaria Castellana (1): 1956-57 (Grupo 1).[15]